# Back Again (Bob Brookmeyer)
Back Again è un album di Bob Brookmeyer che fu pubblicato dalla Sonet Records nel 1979.
Il disco fu registrato il 23-25 maggio del 1978 al "CI Studio" di New York.

## Tracce
Lato A
1. Sweet and Lovely – 8:26 (Gus Arnheim, Harry Tobias, Jules LeMare)
2. Carib – 3:56 (Bob Brookmeyer)
3. Caravan – 7:29 (Duke Ellington, Irving Mills, Juan Tizol)

Lato B
1. You'd Be so Nice to Come Home to – 6:41 (Cole Porter)
2. Willow Weep for Me – 3:36 (Ann Ronell)
3. I Love You – 5:52
4. In a Rotten Mood – 5:53 (Bob Brookmeyer)

## Formazione
- Bob Brookmeyer - trombone a pistoni

Altri musicisti
- Thad Jones - tromba
- Jimmy Rowles - pianoforte
- George Mraz - contrabbasso
- Mel Lewis - batteria